# Cabernet cortis
Cabernet cortis – mieszaniec wielokrotny odmian winorośli: cabernet sauvignon x solaris z przewagą genów winorośli właściwej (Vitis vinifera). Odmiana została wyhodowana we Fryburgu Bryzgowijskim w Niemczech przez Norberta Beckera w 1982 roku.
Cabernet cortis pozwala na wytwarzanie win w typie cabernet i może być sadzony tam, gdzie cabernet sauvignon nie dojrzewa zadowalająco.
Z analogicznego krzyżowania powstała odmiana cabernet carol, ale popularnością nie dorównuje cabernet cortis.

## Morfologia

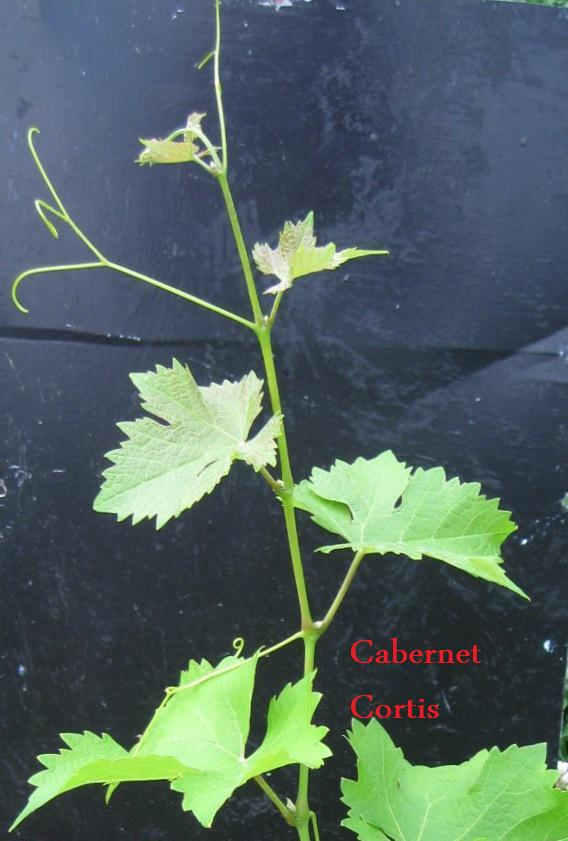
Listki podkoronkowe cabernet cortis

Wzrost krzewów średnio silny, pokrój wyprostowany. Liście trój- lub pięcioklapowe, duże, ciemnozielone z niezbyt głębokimi zatokami. Grona średniej wielkości cylindryczno-stożkowate, średnio zwarte. Jagody granatowoczarne z woskowym nalotem, małe i kuliste.

## Fenologia
Rozwój wiosenny rozpoczyna wcześnie, nieco wcześniej niż pinot noir. Owoce dojrzewają w podobnym terminie co odmiany regent i około 2-3 tygodnie wcześniej niż cabernet sauvignon. Wytrzymuje mrozy do ok. -24 °C, większe niż rodzicielska odmiana cabernet sauvignon.

## Cięcie
Krzewy plonują dobrze przy różnych formach prowadzenia i cięciu 3-5 pąków na łozie.

## Choroby
Cabernet cortis jest odmianą zaliczaną do odporniejszych na choroby grzybowe (z wyjątkiem mączniaka prawdziwego)  niż klasyczne winorośle.

## Dojrzewanie
Kolekcja polowa, Skierniewice 2009: termin zbioru – 21 września; masa gron 148 g; masa jagody 1,68 g; zawartość ekstraktu w jagodach określana refraktometrem – 20,8%.

## Rozpowszechnienie
Odmiana została dopuszczona do uprawy w Niemczech w 2003. Kilku producentów oferuje wina jednoszczepowe z odmiany. Niewielkie winnice istnieją także w Szwajcarii, Włoszech, Danii i Polsce.

## Wino
Wino bardzo dobrej jakości, w typie win z Bordeaux, o zauważalnym poziomie garbników i intensywnym kolorze, parametrami najbardziej zbliżone do cabernet sauvignon.
Centrum Badawcze Laimburg przeprowadziło analizę moszczu i wina tej odmiany.
Z analizy tej wynika, że cabernet cortis bogaty jest w garbniki i polifenole, a także charakteryzuje się bardzo bogatym spektrum aromatycznym z silnie zaznaczonymi nutami owocowymi.
Polskie wina z tej odmiany: wino cabernet cortis 2012.
Wina odmianowe z cabernet cortis zdobywają wysokie trofea (98 punktów i Wielki Złoty Medal) na  międzynarodowym konkursie win PIWI 2013 (fungus resistant grape varieties).